# Top Aces
La Top Aces è una Compagnia militare privata con base a Montreal, nel Québec, che offre contratti per servizi di addestramento aereo aria-aria, aria-terra e per la guerra elettronica alle Forze armate canadesi attraverso il programma CATS (Contracted Airborne Training Services).

## Storia
La compagnia fu fondata nel 2000 da tre ex piloti di caccia CF-18 della Royal Canadian Air Force. Nel 2005 Top Aces ha firmato un contratto da 94 milioni di dollari con le forze armate canadesi per fornire supporto al combattimento e addestramento al combattimento con avversari. Nel 2014 la compagnia firmò un contratto di cinque anni con le forze armate tedesche per l'addestramento al combattimento con gli avversari. 
Nel 2017 Top Aces ha ottenuto un contratto di a lungo termine dal governo del Canada. A marzo 2017 essa ha ottenuto un contratto per fornire supporto di formazione alla RAAF australiana, schierando tre Alpha Jet sulla base di Williamtown per 2 anni.
Top Aces precedentemente era una società controllata al 100% dalla Discovery Air, ma dal dicembre 2017 è sotto il controllo della Clairvest.

## Aeromobili in uso
| Aeromobile                            | Origine          | Tipo                                   | Versione (denominazione locale) | In servizio (2019) | Note | Immagine |
| Aerei da combattimento                |                  |                                        |                                 |                    | |          |
| Douglas A-4 Skyhawk                   | Stati Uniti      | cacciabombardiereconversione operativa | A-4NTA-4J                       | 10                 | Si tratta di ex esemplari della Heyl Ha'Avir israeliana. |          |
| Dassault-Dornier Alpha Jet            | Germania Francia | aereo da caccia                        | Alpha Jet A Alpha Jet E         | 20                 | 20 in organico a luglio 2019, si tratta di esemplari ex Luftwaffe Ulteriori 25 Alpha Jet E1B ex Composante air belga acquistati a luglio 2020.                                                      |          |
| General Dynamics F-16 Fighting Falcon | Stati Uniti      | aereo da cacciaconversione operativa   | F-16A-10F-16B-10                | 71                 | 29 tra F-16A block 10 e F-16B block 10 ex Heyl Ha'Avir acquistati a dicembre 2020, con consegne di 3 monoposto e 1 biposto iniziate il 27 gennaio 2021. Ulteriori 4 aerei consegnati a luglio 2021. |          |
| Learjet 35                            | Stati Uniti      | aeromobile per la guerra elettronica   | LJ-35A                          | 2                  | |          |